# Стрелка (Вологодская область)
Стрелка — деревня в Нюксенском районе Вологодской области.
Входит в состав Востровского сельского поселения, с точки зрения административно-территориального деления — в Востровский сельсовет.
Расстояние по автодороге до районного центра Нюксеницы — 81 км, до центра муниципального образования Вострого — 12 км. Ближайшие населённые пункты — Борщовик, Пустынь, Копылово.
По переписи 2002 года население — 2 человека.